# Eberhard Godt
Eberhard Godt (* 5. August 1900 in Lübeck; † 13. September 1995) war ein deutscher Konteradmiral im Zweiten Weltkrieg, sowie langjähriger und enger Mitarbeiter von Karl Dönitz in der Führung des U-Boot-Krieges.

## Leben
Godt trat am 1. Juli 1918 als Seekadett (Crew 1918) in die Kaiserliche Marine ein und absolvierte die Marineschule Mürwik bis zum 6. Oktober 1918. Anschließend kam er an Bord des Linienschiffes Schlesien. Dort diente er über das Ende des Ersten Weltkriegs hinaus bis zum 30. November 1918 und wurde dann bis zum 14. Februar 1919 beurlaubt.
Er schloss sich kurzzeitig der Marine-Brigade Ehrhardt an und wurde dann in die Reichsmarine übernommen. Dort versah er nacheinander Dienst auf dem Kleinen Kreuzer Arcona, dem Vermessungsschiff Panther, dem Tender Drache und dem Linienschiff Hannover. Anschließend absolvierte Godt vom 3. Januar bis 27. September 1924 einen Offizierslehrgang, in dessen Verlauf er am 1. April zum Leutnant zur See befördert wurde. Man setzte ihn dann als Kompanieoffizier der Seekadetten auf der Hessen ein. Vom 1. Oktober bis 22. Dezember absolvierte er einen Torpedo- und Signalkursus und kam anschließend als Adjutant zur Küstenwehrabteilung V, wo er am 1. Januar 1926 zum Oberleutnant zur See befördert wurde. Ein Jahr lang diente Godt dann bei der V. Marine-Artillerie-Abteilung. Danach war er vom 30. September 1927 bis zum 21. September 1929 Wachoffizier und Adjutant bei der 2. Torpedoboots-Halbflottille und dann ein Jahr lang Wachoffizier der 1. Torpedoboot-Flottille. Man versetzte ihn danach bis zum 30. März 1932 als Adjutant zur Inspektion des Sperrwesens. In dieser Zeit fungierte er auch als Kommandant des Torpedobootes T 155. Es folgten Verwendungen als Kommandant auf dem Tender Nordsee sowie auf dem Torpedoboot G-10, wo er am 1. Juli 1933 Kapitänleutnant wurde. Als Torpedooffizier kam Godt am 26. September 1934 auf den Leichten Kreuzers Emden, mit dem er an einer Auslandsreise teilnahm und auf dem er als Adjutant des Kommandanten Karl Dönitz diente.
Vom 1. Oktober bis zum 20. Dezember 1935 absolvierte Godt eine U-Boot-Ausbildung. Anschließend wurde er zur Verfügung des Befehlshabers der U-Boote gestellt. Er absolvierte die Baubelehrung für U 25 und wurde am 6. April 1936 zum ersten Kommandanten dieses U-Bootes ernannt, das zur U-Flottille Weddigen gehörte und das er bis zum 3. Januar 1938 befehligte. Am 1. April 1937 erfolgte seine Beförderung zum Korvettenkapitän. Ab Januar 1938 diente Godt als Erster Admiralstabsoffizier im Stab des Befehlshabers der U-Boote. Diese Position behielt er auch nach Ausbruch des Zweiten Weltkriegs zunächst bei und fungierte ab 1. Oktober 1939 als Chef der Operationsabteilung beim Befehlshaber der U-Boote. Als solcher wurde Godt am 1. Juli 1940 zum Fregattenkapitän und am 1. September 1942 zum Kapitän zur See befördert. Gleichzeitig mit der Beförderung zum Konteradmiral am 1. März 1943 folgte seine Ernennung zum Chef der 2. Abteilung im Oberkommando der Marine. Seine bisherige Funktion als Chef der Operationsabteilung führte er bis Kriegsende weiterhin aus.
Am 31. Mai 1945 geriet Godt im Sonderbereich Mürwik in Flensburg in britische Kriegsgefangenschaft, aus der er am 11. April 1947 entlassen wurde. Während dieser Zeit sagte er als Zeuge vor dem Nürnberger Kriegsverbrecherprozess aus. Nach seiner Entlassung betätigte er sich von 1949 bis 1952 als Mitarbeiter des Naval Historical Team in Bremerhaven.
Bis zum Tode seines ehemaligen Chefs blieb Godt Karl Dönitz freundschaftlich verbunden. Nach dem Zweiten Weltkrieg beantragte Godt seine Aufnahme in die Bundesmarine, zog den Antrag aber zurück, nachdem ihm inoffiziell mitgeteilt wurde, dass er wegen seiner Nähe zu Dönitz keine Aussicht auf Übernahme hätte.
Eberhard Godt liegt auf dem Kieler Nordfriedhof begraben.

## Auszeichnungen
- Eisernes Kreuz (1914) II. Klasse[3]
- Hanseatenkreuz Lübeck[3]
- Spange zum Eisernen Kreuz II. Klasse
- Eisernes Kreuz (1939) I. Klasse
- Deutsches Kreuz in Gold am 10. Februar 1942